# Luigi Segre

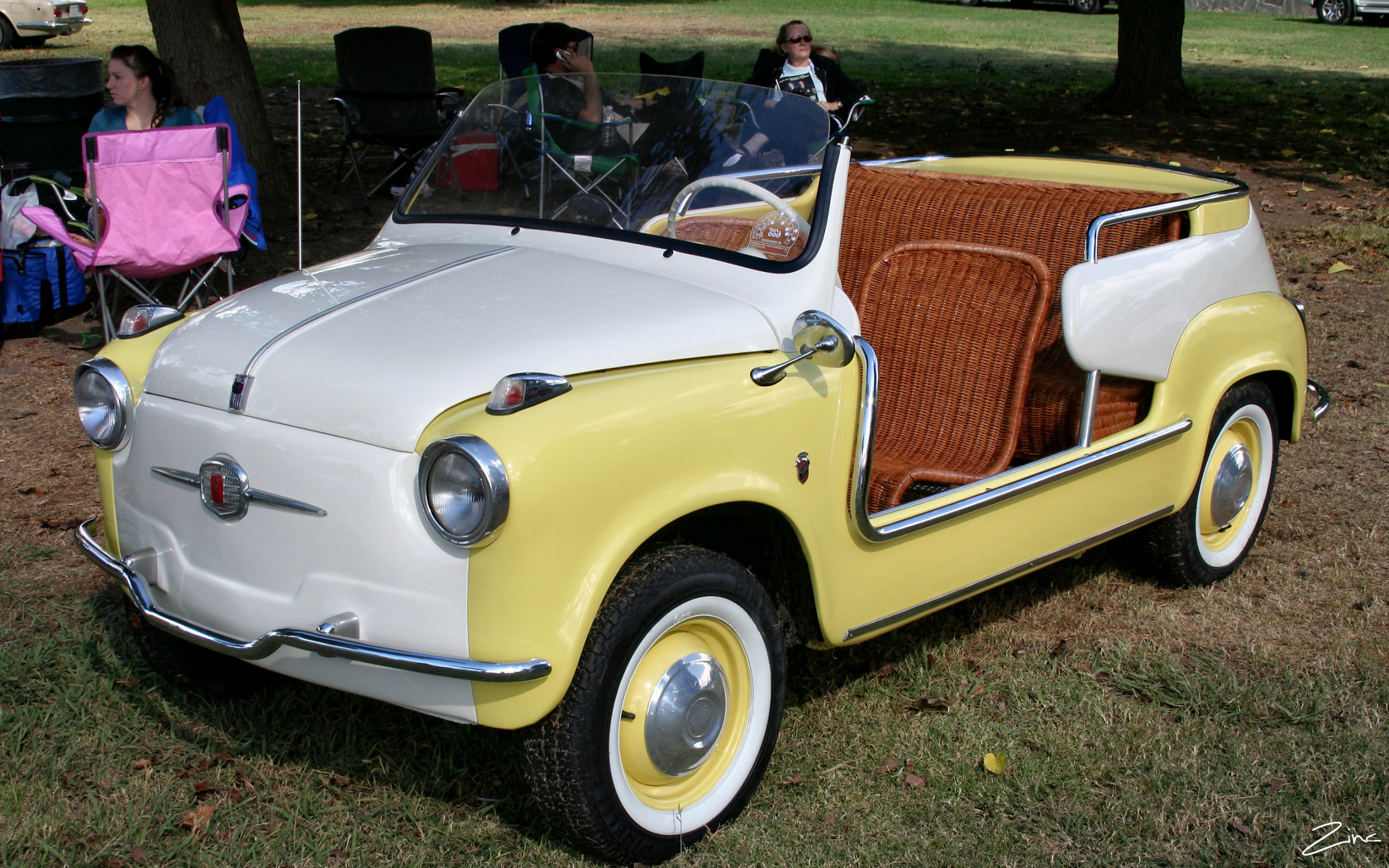
Una spiaggina "Ghia Jolly" del 1959

Luigi Segre, detto Gigi (Napoli, 8 novembre 1919 – Torino, 28 febbraio 1963), è stato un imprenditore, ingegnere e pilota automobilistico italiano.

## Biografia
Iniziò a lavorare nell'impresa edile paterna, ma lo scoppio della Seconda guerra mondiale interruppe il regolare svolgimento della sua vita di studente e lavoratore. Era di stanza a Napoli, l'8 settembre 1943, quando venne diffusa la notizia dell'Armistizio di Cassibile. Segre si schierò subito contro le truppe tedesche che occupavano la città e partecipò alle Quattro giornate di Napoli. Giunte le truppe alleate, si mise a disposizione del comando statunitense che, dopo un breve periodo di addestramento in Tunisia, lo fece paracadutare nel Canavese, quale ufficiale di collegamento tra l'OSS (Office of Strategic Services) e le formazioni partigiane che operavano sulle montagne piemontesi.
Anche grazie agli alti riconoscimenti ottenuti dal Comando alleato, nell'immediato dopoguerra Segre fu assunto come dirigente alla Ford, per poi passare alla Siata, dove ebbe la sua formazione in campo automobilistico, sotto la guida di Giorgio Ambrosini, completata alla Ghia di Mario Boano. In quegli anni si fece valere anche come pilota, partecipando a varie gare e riuscendo a conquistare la vittoria di classe nelle Mille Miglia del 1949 e del 1950, in entrambe le occasioni a bordo di una Fiat 1100 e in coppia con Gino Valenzano.
Nel 1954 Boano abbandonò la Ghia e Segre ne divenne presidente, imprimendo all'azienda un forte sviluppo, diretto a trasformarla in una realtà industriale, anche chiamando alla direzione tecnica un valente ingegnere-designer come Giovanni Savonuzzi, conosciuto durante la Resistenza. L'intenzione di Segre era di abbandonare la dimensione di carrozzeria artigianale, per dedicarsi principalmente alle vetture Special, ovvero ai modelli sportivi derivati e costruiti in piccola serie, la cui produzione risultava antieconomica negli impianti pensati per le grandi serie, ma necessaria al fine di completare la gamma offerta dalle grandi case automobilistiche o per soddisfare le esigenze di mercati di nicchia.
Segre mantenne la realizzazione di concept-car e show-car per aziende statunitensi ed europee, contemporaneamente avviando la produzione di propri modelli in piccola serie, su autotelai FIAT e Alfa Romeo, anche cogliendo apprezzabili successi commerciali, come nel caso delle spiaggine "Jolly".
Dopo aver modernizzato le lavorazioni della Ghia, seguendo il progresso della tecnica, Segre si accorse che tale rinnovamento avrebbe comportato, inevitabilmente, un detrimento dell'immagine aziendale di prestigioso atelier artigianale e decise di fondare una nuova azienda, controllata dalla Ghia, in società con Arrigo Olivetti. Inaugurata nel 1960 e costruita in adiacenza allo "stabilimento madre"; la Officine Stampaggi Industriali poteva contare su macchinari modernissimi, con reparti di stampaggio delle lamiere, verniciatura, assemblaggio di vetture e finizioni varie, in modo da poter soddisfare molteplici esigenze della committenza.
Segre morì in una clinica torinese a soli 43 anni, lasciando la moglie e due figli piccoli, durante la convalescenza per un riuscito intervento di asportazione dei calcoli ai reni. I medici supposero che l'improvviso e inatteso decesso fosse dovuto al contagio di un virus sconosciuto, contratto da Segre nel corso di un recente viaggio d'affari in Brasile, ma le tecniche dell'epoca non consentirono di confermare l'ipotesi, com'era già accaduto nei casi di Fausto Coppi o di Ferruccio Gilera.